# Indywidualne Mistrzostwa Francji na Żużlu 2011
Indywidualne Mistrzostwa Francji na Żużlu 2011 – cykl dwóch turniejów żużlowych przeprowadzonych na torach w Lamothe-Landerron i Mâcon, które wyłoniły najlepszych żużlowców Francji w roku 2011. Zwycięzcą obu zawodów, jak i całego cyklu został Stéphane Tresarrieu.
Pierwsza runda mistrzostw została rozegrana 1 czerwca 2011 roku na torze w Lamothe-Landerron. W zawodach wzięło udział 15 zawodników. Zwycięstwo odniósł Stéphane Tresarrieu (12 punktów), który wyprzedził Holendra startującego na francuskiej licencji, Theo Pijpera (11 punktów). Trzecią pozycję ex aequo zajęli Gabriel Dubernard i David Bellego (obaj po 9 punktów).
Druga runda odbyła się 12 września 2011 roku na torze w Mâcon. Wzięło w niej udział 9 żużlowców. Zwycięstwo ponownie odniósł Stéphane Tresarrieu (12 punktów), który wyprzedził Christophe'a Dubernarda i Xaviera Murateta.
Ostateczna klasyfikacja zawodów nie była ustalana na podstawie sumy punktów zdobytych w zawodach, a liczba punktów zdobytych za zajęte miejsca w poszczególnych zawodach (1. miejsce – 40 pkt., 2. miejsce – 38 pkt., 3. miejsce – 36 pkt., 4. miejsce – 35 pkt., 5. miejsce – 34 pkt. itd.).

## Klasyfikacja generalna
| Miejsce | Zawodnik             | Runda 1 | Runda 2 | Łącznie |
| ------- | -------------------- | ------- | ------- | ------- |
| 1.      | Stéphane Tresarrieu  | 40      | 40      | 80      |
| 2.      | Christophe Dubernard | 34      | 38      | 72      |
| 3.      | Gabriel Dubernard    | 36      | 34      | 70      |
| 4.      | Jérome Lespinasse    | 32      | 35      | 67      |
| 5.      | Xavier Muratet       | 31      | 36      | 67      |
| 6.      | Mathieu Albertini    | 33      | 33      | 66      |
| 7.      | Richard De Biasi     | 30      | 31      | 61      |
| 8.      | Benoit Lorenzon      | 28      | 30      | 58      |
| 9.      | Theo Pijper          | 38      | –       | 38      |
| 10.     | David Bellego        | 36      | –       | 36      |
| 11.     | Théo di Palma        | –       | 32      | 32      |
| 12.     | Philippe Ostyn       | 29      | –       | 29      |
| 13.     | Guillaume Comblon    | 27      | –       | 27      |
| 14.     | Boris Pizzinatto     | 26      | –       | 26      |
| 15.     | Kévin Salanova       | 25      | –       | 25      |
| 16.     | Mathieu Tresarrieu   | 24      | –       | 24      |